# Anisodes niveopuncta
Anisodes niveopuncta là một loài bướm đêm trong họ Geometridae.